# Cheiracanthium exilipes
Cheiracanthium exilipes es una especie de araña del género Cheiracanthium, familia Cheiracanthiidae, suborden Araneomorphae. Fue descrita científicamente por Lucas en 1846.

## Distribución
Se distribuye por Argelia.